# Лазарев (Ростовская область)
Ла́зарев — хутор в Чертковском районе Ростовской области.
Входит в состав Шептуховского сельского поселения.

## Население
| 2010 |
| ---- |
| 86   |

## Улицы
- ул. Молодёжная,
- ул. Московская,
- ул. Садовая,
- ул. Степная.